# ルチアーノ・ブルティ
ルチアーノ・ブルティ（Luciano Pucci Burti, 1975年3月5日 - ）はブラジル人レーサー。サンパウロ出身。F1でも出走経験がある。

## プロフィール
1998年からイギリスF3に参戦し、1999年にシリーズ第2位を獲得した。このとき第3位はF1での優勝経験があり、後のワールドチャンピオン、ジェンソン・バトンであった。この年の暮れに後にジャガーとなるスチュワートをテストし、2000年7月16日にエディ・アーバインの代役としてF1デビューを果たす。2001年にはジョニー・ハーバートの引退に伴い、正ドライバーになった。しかし、4レース出走しただけでペドロ・デ・ラ・ロサと変わることになった。
幸運なことに、プロストのガストン・マッツァカーネのパフォーマンスが芳しくなかったため、彼と変わりプロストより出走することになった。第8戦のカナダGPでは8位でフィニッシュし、また予選でもチームメイトのジャン・アレジより良い成績を残すこともあったが、その後立て続けに後述の大クラッシュを演じベルギーGPを最後に暫くF1から離れる事となり、2004年にフェラーリのテストドライバーを務めるが、その契約も1年で終わった。
現在は母国ブラジルに帰り、ストックカー・ブラジルに参戦。またF1の解説も務めている。

## 2001年の大クラッシュ
ドイツGPのスタート直後、ギアボックストラブルにより加速出来ないでいたミハエル・シューマッハに激しく追突。ブルティのマシンはほぼ垂直に跳ね上がり、裏返しでアロウズのフロント部分にリア部分が被さる形で落下。反動で表向きに戻ったマシンは横向きのまま1コーナーを直進しタイヤバリアに接触して停止した。
これによりセーフティーカー導入後に再スタートとなり、無傷と思われたブルティも再スタートを切るが、クラッシュにより手を負傷しておりレース中に痛みが悪化する。プロストのマシンにはパワーステアリングが装着されていなかった事もあり、ブルティは運転が困難であるとチームにリタイアを申し出る。しかし、プロストに却下され走り続けた結果、24周目の1コーナーを曲がることが出来ずコースアウトしリタイヤとなった。
ベルギーGPでは超高速コーナーのブランシモンでエディ・アーバインのインについた際にアーバインの左リアタイヤとブルティのフロントウイングが接触。ウイングが脱落しコントロール不能となったブルティのマシンはブランシモンを直進し、ほとんど減速すること無くタイヤバリアにTボーンクラッシュした。ブルティのマシンはコクピットの後ろまでが4重のタイヤバリアに完全に埋もれ、クラッシュしたアーバインもマーシャルと共に救出にあたるが、救出が難航したため赤旗中断となった。
最悪の事態が予想される大事故だったが命に別条は無かった。しかしこのクラッシュはヘルメットがタイヤバリア奥のガードレールに直撃した上、顎の部分には拳程の穴が開くほど凄まじいものだった。脳震盪を起こしていたブルティは48時間後に意識を取り戻したが、入院は1週間に及んだ。意識回復後は短期記憶に問題があった事を後年語った。
この年は残りのレースを全て欠場し、そのままF1の表舞台から姿を消す事となったが、「肉体的に回復するのに時間がかかり、自信を失い、精神的にとても弱かった。でもよかったことは、完治したときはもっと強くもっと成熟していた」と語っている。

## レース戦績

### イギリス・フォーミュラ3選手権
| 年     | チーム                   | エンジン | クラス | 1       | 2       | 3         | 4        | 5       | 6       | 7       | 8       | 9         | 10        | 11      | 12      | 13      | 14      | 15        | 16      | 順位 | ポイント |
| ------ | ------------------------ | -------- | ------ | ------- | ------- | --------- | -------- | ------- | ------- | ------- | ------- | --------- | --------- | ------- | ------- | ------- | ------- | --------- | ------- | ---- | -------- |
| 1998年 | スチュワート・レーシング | 無限     | A      | DON 1 3 | THR 1 5 | SIL 1 Ret | BRH 1 10 | BRH 2 1 | OUL 1 3 | SIL 1 2 | CRO 1 3 | SNE 1 Ret | SIL 1 Ret | PEM 1 5 | PEM 2 1 | DON 1 4 | THR 1 3 | SPA 1 Ret | SIL 1 6 | 3位  | 137      |
| 1999年 | スチュワート・レーシング | 無限     | A      | DON 1 3 | SIL 1 3 | THR 1 Ret | BRH 1    | BRH 2   | OUL 1   | CRO 1 2 | BRH 1 2 | SIL 1 3   | SNE 1     | PEM 1 3 | PEM 2 8 | DON 1 3 | SPA 1   | SIL 1 DSQ | THR 1   | 2位  | 209      |

- 太字はポールポジション、斜字はファステストラップ。(key)

### F1
| 年     | 所属チーム        | 車番 | 獲得ポイント | ランキング | 決勝最高位・回数 | 表彰台回数 |
| ------ | ----------------- | ---- | ------------ | ---------- | ---------------- | ---------- |
| 2000年 | ジャガー          | 7    | 0            | 23位       | 11位・1回        | 0回        |
| 2001年 | ジャガー~プロスト | 23   | 0            | 20位       | 8位・2回         | 0回        |

| 年     | チーム   | シャシー | 1     | 2      | 3       | 4      | 5      | 6      | 7       | 8     | 9      | 10     | 11      | 12      | 13      | 14      | 15  | 16  | 17  | WDC  | ポイント |
| ------ | -------- | -------- | ----- | ------ | ------- | ------ | ------ | ------ | ------- | ----- | ------ | ------ | ------- | ------- | ------- | ------- | --- | --- | --- | ---- | -------- |
| 2000年 | ジャガー | R1       | AUS   | BRA    | SMR     | GBR    | ESP    | EUR    | MON     | CAN   | FRA    | AUT 11 | GER     | HUN     | BEL     | ITA     | USA | JPN | MAL | 23位 | 0        |
| 2001年 | ジャガー | R2       | AUS 8 | MAL 10 | BRA Ret | SMR 11 |        |        |         |       |        |        |         |         |         |         |     |     |     | 20位 | 0        |
| 2001年 | プロスト | AP04     |       |        |         |        | ESP 11 | AUT 11 | MON Ret | CAN 8 | EUR 12 | FRA 10 | GBR Ret | GER Ret | HUN Ret | BEL DNS | ITA | USA | JPN | 20位 | 0        |

(key)